# Лісунова Катерина Анатоліївна
Катери́на Анато́ліївна Лісунова (нар. 22 червня 1990, Київ) — українська журналістка, кореспондентка української служби «Голосу Америки» у Вашингтоні. У 2017—2021 працювала в штаб-квартирі ООН у Нью-Йорку, співпрацювала з BBC Україна. Єдина українська кореспондентка, що має статус резидента ООН із власним офісом у штаб-квартирі.

## Життєпис

### Освіта
- 2007—2011 — Педагогічний університет ім. Драгоманова, факультет іноземної філології[6]. Володіє українською, англійською, іспанською, російською мовами та івритом.
- З 2014 навчалася в Укртелерадіопресінституті.[7].

2013—2014 — була учасницею Революції гідності, у січні 2014 організувала приїзд київських та львівських активістів на підтримку Євромайдану до Луганська.
20 лютого 2014 на вул. Інститутській (нині вул. Героїв Небесної сотні) було вбито друга Катерини Едуарда Гриневича.

### Робота
2011—2015 — редакторка іспано- та англомовної версій телеканалу «Jewish News One». 2015—2017 — редакторка міжнародних новин, згодом журналістка й телеведуча на телеканалі NewsOne. У минулому — перекладачка.
2016—2017 — дикторка й редакторка ранкових новин на радіо Хіт FM.
2017 — стала однією з перших українських журналістів, що отримав членство в Асоціації кореспондентів при ООН. З 2017 по 11 вересня 2021 працювала єдиною власною кореспонденткою телеканалу Прямий у штаб-квартирі ООН у Нью-Йорку, співпрацювала з BBC News Україна.
30 травня 2018 Лісунова записала відео того, як реагували журналісти кримськотатарського телеканалу ATR на те, що вбивство Аркадія Бабченка виявилось підставним. Відео стало вірусним, його опублікували десятки українських та іноземних ЗМІ, зокрема CNN, Euronews, The Guardian, Fox News та Джон Олівер у «Подіях минулого тижня».
Авторка документального фільму «Україна та ООН: 2 роки в Радбезі», спільного проєкту представництва України при ООН та телеканалу «Прямий».
2019 — стала першою та єдиною українською кореспонденткою, якій надали статус резидента ООН із власним офісом у штаб-квартирі організації, в Нью-Йорку.
У вересні 2021 завершила працювати при ООН, ставши кореспонденткою української служби «Голосу Америки» у Вашингтоні.

### Громадська діяльність
Амбасадорка міжнародної жіночої ініціативи The Women’s Voice in Action, що базується у Вашингтоні. Відзначена подякою за внесок у розвиток міжнародної журналістики, послідовне висвітлення війни Росії проти України та активну участь у просуванні голосу українських жінок на світовій арені.
Членкиня PEN America.

## Фото
|                        |
| Євромайдан у Луганську |

|  |
|  |

|  |
|  |

|  |
|  |

|  |
|  |

|  |
|  |